# Nils Carlstedt
Nils Torsten Natanel Carlstedt, född 31 maj 1898 i Hedvig Eleonora församling, Stockholm, död 27 augusti 1980 i Högalids församling, Stockholm
, var en svensk målare, teater- och dekorationsmålare.
Han var son till fabrikören A.O.H  Carlstedt och Elna Andersdotter. Carlstedt bedrev modellstudier vid Konsthögskolan 1923 och konststudier vid Wilhelmsons målarskola 1935. Han var anställd som teaterdekorationsmålare vid Stora teatern och Lorensbergsteatern i Göteborg 1919. Separat ställde han ut i bland annat Örebro, Nyköping, Arboga, Sandviken och Lindesberg och han medverkade i samlingsutställningar i Stockholm. Hans konst består av stilleben, porträtt, gatumotiv och landskapsmålningar. Carlstedt är representerad vid Gotlands fornsal.